# (69264) Nebra
(69264) Nebra est un astéroïde de la ceinture principale.

## Description
(69264) Nebra est un astéroïde de la ceinture principale. Il fut découvert le 14 août 1988 à Tautenburg par Freimut Börngen. Il présente une orbite caractérisée par un demi-grand axe de 2,39 UA, une excentricité de 0,21 et une inclinaison de 2,8° par rapport à l'écliptique.

## Compléments